# Hatherton Glacier
Hatherton Glacier är en glaciär i Antarktis. Den ligger i Östantarktis. Australien gör anspråk på området. Hatherton Glacier ligger 901 meter över havet.
Terrängen runt Hatherton Glacier är kuperad åt nordväst, men åt sydost är den platt.  Trakten är obefolkad. Det finns inga samhällen i närheten. 